# Seifberg
Seifberg (česky přibližně Rýžoviště) je 502 m vysoký vrch na území města Neustadt in Sachsen (místní část Berthelsdorf) v zemském okrese Saské Švýcarsko-Východní Krušné hory v Sasku.

## Charakteristika
Vrch leží v německé části Šluknovské pahorkatiny (Lausitzer Bergland) a její mesogeochoře Západní hornolužická vrchovina (Westliches Oberlausitzer Bergland). Na jihozápadě je Seifberg spojený se Schelmbergem (503 m) a na východě se Steinbergem (511 m). Geologické podloží tvoří dvojslídý hybridní granodiorit, který protíná žíla doleritu. Ve vodních tocích se nachází menší množství zlatých valounků. Převládajícím půdním typem je podzolová kambizem, která při vodních tocích přechází v paraglej. Mezi Seifbergem a Schelmbergem pramení a protéká Goldflüsschen, přítok Lohbachu, na východním svahu pal vyvěrá Laubbach. Celý vrch tak náleží k povodí Polenze a Labe a k úmoří Severního moře. Téměř celý vrch je zalesněný jehličnatým lesem a je součástí lesní oblasti Hohwald a chráněné krajinné oblasti Oberlausitzer Bergland.
Sedlem mezi Seifbergem a Steinbergem vede zemská silnice S 154, která spojuje Neustadt in Sachsen se Steinigtwolmsdorfem. Přes severní svah vedou cyklostezky Mittelland Route a Rund um Neustadt.